# 明斯克地铁
53°53′41″N 27°32′53″E / 53.89472°N 27.54806°E
明斯克地铁指的是白俄罗斯首都明斯克的地下铁路系统。于1984年开始运营。目前共有3条线路（莫斯科線、廠線及綠草地線）、33个车站，营业里程 40.8 km。2014年日均搭乘人数約为87萬。

## 歷史

明斯克地铁發展

### 地鐵開通
二戰後明斯克成為一個快速發展的工業中心，到1960年代末，汽車、公車和無軌電車的增加開始使明斯克街道超載，公路網絡已無法應對日益增長的負荷，市政府試圖解決日益嚴重的交通問題。當時考慮了3種交通系統發展方案：快速公交、輕軌和地鐵；在當時的蘇聯，地鐵必須建在人口至少為100萬的城市（這只是一條潛規則，例如里加地铁計劃時城市僅有80萬人口，儘管該工程最後也未啟動）。1968年4月，地鐵建設第一次被公開提出，直到1972年，明斯克人口達到100萬，因此白俄羅斯首都終於開始向黨中央申請建造地鐵。
明斯克地鐵建設計劃的製定始於1976 年，1977年2月4日蘇聯部長會議批准了首個建設計劃，同年6月16日地鐵動工。1984年6月29日，莫斯科線（1號線）開通，正好是蘇聯從納粹德國手中奪回明斯克的40週年前夕。1號線一期工程為東北-西南走向，設有8個車站。

### 地鐵擴張
1986年，1號線向東北延伸至東方站。
廠線（2號線）於1985年動工，並於1990年開通。2號線開通之後，於1995、1997、2001、2005年四次向東西兩端擴張。
1號線的延伸工程于2001年重新開始，2007年向東北延伸2站，2012年向西南延伸3站。2014年，目前1號線西南端的馬利諾夫卡站開通。
最新路線為綠草地線（3號線），計畫於2011年提出。2014年2月，第一階段的4站间 3.5 km 開工建設，原定于2017年開通，后延至2020年11月6日開通。

## 路線
| 號碼 | 中文線名 | 白俄文線名 | 英文線名 | 起迄站                           | 通車 | 長度（公里） | 車站數量 |
| ---- | -------- | ---------- | -------- | -------------------------------- | ---- | ------------ | -------- |
| 1    | 莫斯科線 |            |          | 烏魯察 - 馬利納夫卡              | 1984 | 19.1         | 15       |
| 2    | 廠線     |            |          | 石丘 - 莫吉廖夫斯卡亞            | 1990 | 18.1         | 14       |
| 3    | 綠草地線 |            |          | 銀禧廣場 - 卡瓦爾斯卡婭·斯拉巴達 | 2020 | 3.5          | 4        |
| 合計 | 合計     | 合計       | 合計     | 合計                             | 合計 | 40.8         | 33       |

## 車輛

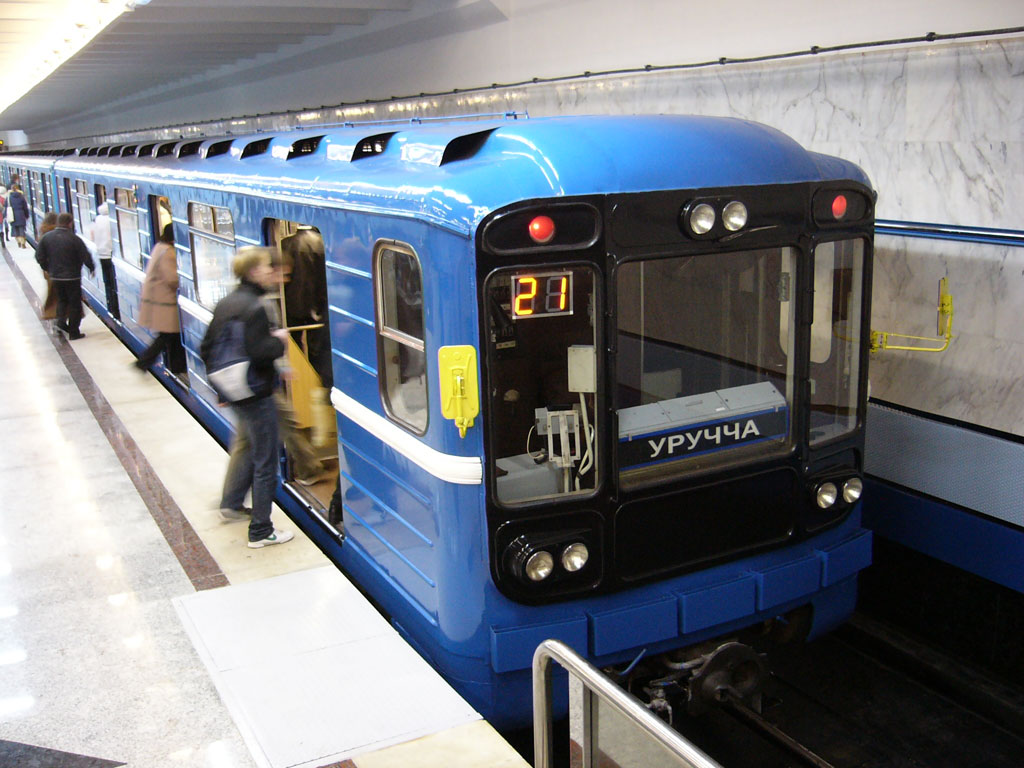
81-717.5/714.5型
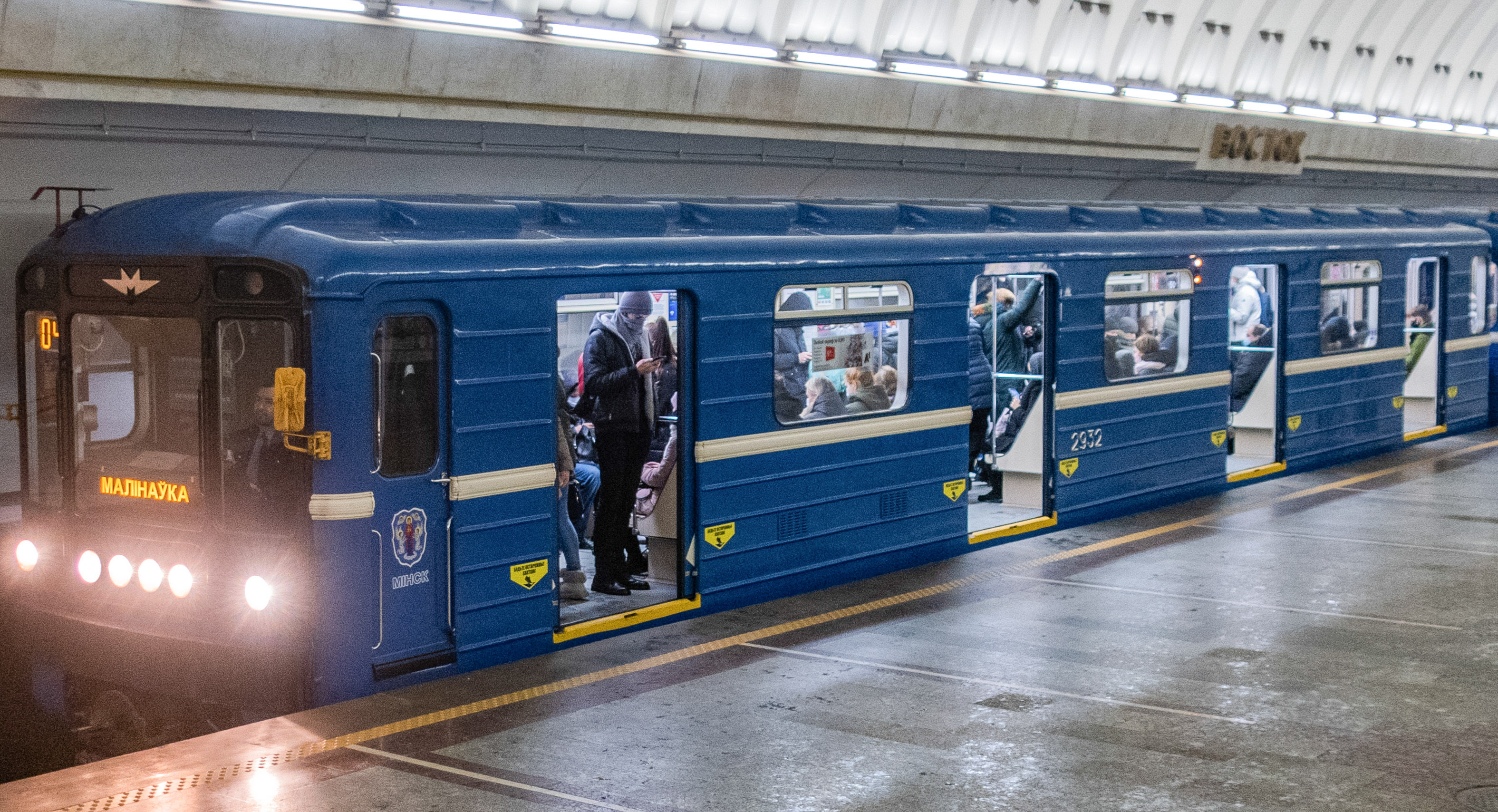
81-717.5M/714.5M型

### 81-717/714 系列
明斯克地铁的第一批列車為蘇聯地铁车辆机械制造厂（OAO）製造的地鐵81-717/714型電車。81-717/714在蘇聯地鐵廣泛運用，其中717為動力車，714為拖車。
明斯克地铁于1989年引入改進的81-717.5/714.5型，1993年引入改進的81-717.5M/714.5M型，目前共引入326节81-717/714系列列車（共138节動力車與188节拖車）。

### 81-540/541 型
81-540/541型由位於聖彼得堡的俄羅斯製造商VAGONMASH按81-717/714系列的式样製造，明斯克地铁於2001年引入4节（2节動力車與2节拖車），2009年引入11节拖車，稱為81-541B。

### 施泰德 M110/M111 型
2016年，明斯克地鐵為在建的地鐵3號線招標新車，瑞士施泰德贏得該招標。根據招標文件，施泰德製造44節M110/M111型列車車廂，其中20節為M110型動力車，24節為M111型拖車，組成6列用於3號線的四节編組列車，以及4列用於2號線的五节編組列車。M110/M111型的四节編組列车載客量588人，五节編組列车載客量737人，設計最高速度 90 km/h，營運限速 80 km/h。
2020年2月，M110/M111型列车開始在2號線營運；同年11月，3號線開通，该款列车也在3號线投入使用。

## 營運

### 時間班距
明斯克地鐵營運時間為5:30到隔日0:40，高峰時段班距為2分鐘，其他時間班距為3~4分鐘，23:00之後班距為12分鐘。在每個車站的大廳和站台有23:00之後的列車時刻表可供乘客查詢，避免乘客錯過末班車。

### 票務
明斯克地鐵單程票為0.9白俄羅斯盧布，定期票票價如下：
| 票種       | 期限 | 價格  | 備註                                            |
| ---------- | ---- | ----- | ----------------------------------------------- |
| 10日旅行票 | 10日 | 14.25 | 限地鐵使用， 有搭配其他交通工具的票種，價格較貴 |
| 15日旅行票 | 15日 | 21.38 | 限地鐵使用， 有搭配其他交通工具的票種，價格較貴 |
| 30日旅行票 | 30日 | 40.5  | 限地鐵使用， 有搭配其他交通工具的票種，價格較貴 |
| 10程票     | 30日 | 8.55  | 限地鐵使用， 無搭配其他交通工具的票種           |
| 20程票     | 30日 | 16.74 | 限地鐵使用， 無搭配其他交通工具的票種           |
| 30程票     | 60日 | 24.57 | 限地鐵使用， 無搭配其他交通工具的票種           |
| 40程票     | 60日 | 32.04 | 限地鐵使用， 無搭配其他交通工具的票種           |
| 50程票     | 60日 | 39.15 | 限地鐵使用， 無搭配其他交通工具的票種           |
| 60程票     | 80日 | 45.9  | 限地鐵使用， 無搭配其他交通工具的票種           |

## 事故

### 尼亞米哈站踩踏事件
1999年5月30日尼亞米哈站發生踩踏事件，當日一場突如其來的雷雨導致一些參加附近露天音樂會的人群爭相進車站躲避，從而導致踩踏事件，大多數受害者是年輕女性，官方稱事件造成53人死亡，但外界認為實際數計更高。

### 明斯克地鐵爆炸案
2011年4月11日當地時間17時55分，明斯克地鐵十月站發生炸彈爆炸，造成15人死亡，204人受傷，其中1名死者為俄籍。白俄羅斯隨即將該事件列為恐怖攻擊，並在隔年3月槍決嫌犯。然而關於白俄羅斯政府本身是幕後黑手的可能性存在爭論，特別是爆炸發生在人民抗議2010年白俄羅斯總統選舉結果，以及2011年經濟危機之際。

## 未來計畫

明斯克地鐵規劃圖

### 1、2號線
1、2號線目前兩端都有延伸設想，但屬於遠程計畫。

### 3號線
3號線第二階段將繼續向南延伸一站，至明斯克一號機場附近，工程於2018年動工，原計劃2023年開通，現已延至2024年初。後續3號線將向北延伸，全線預計全長17.2公里、14個車站。

### 4號線
4號線為環線，全長25.4公里、17個車站，將分段建設，其中東段將優先建設。

## 外部連結
- Minsk Urban Transport - Structure of Minsk Metro
- Official City of Minsk Urban Transport site
- The site of the Minsk subway Minsk-Metro.NET （页面存档备份，存于）
- Minsk Metro lines on Google Maps （页面存档备份，存于）
- Photos of Minsk, Belarus on GOMINSK.ORG
- Site by Andrey Kharchevk
- Popular site （页面存档备份，存于）
- Another Popular site
- Urbanrail.net information